# Pran Nath (Musiker)

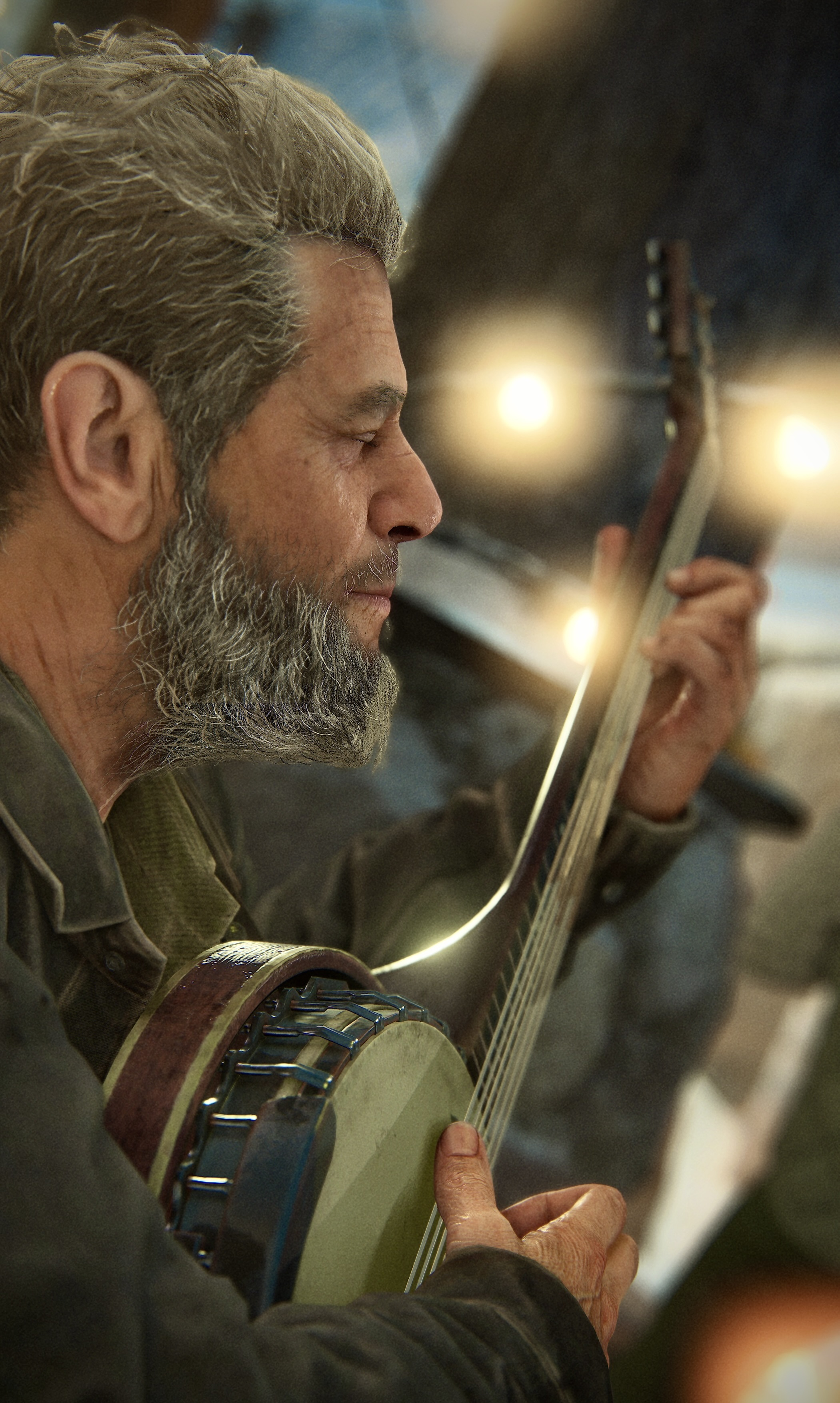
Pran Nath

Pran Nath (Hindi प्राणनाथ Prāṇnāth; * 3. November 1918 in Lahore; † 13. Juni 1996 in Berkeley) war ein klassischer nordindischer Sänger, der als Lehrer der Kirana-Gharana sehr einflussreich war. Spezialität des Kirana- oder Krana-Stils ist eine „wunderschöne melodische Modulation.“

## Leben und Wirken
Pran Nath verließ mit dreizehn Jahren seine Familie, die ihm nicht gestatten wollte, Musiker zu werden. Er diente dem Sänger Abdul Wahid Khan (1878–1949), bevor er bei diesem studieren durfte. 1937 wurde er Musiker bei All India Radio. Dann arbeitete er als Musiklehrer und -dozent, von 1966 bis 1970 an der University of Delhi. 1972 wurde er als Gastprofessor ans Mills College eingeladen. Später hielt er mehrwöchige  Meisterklassen in Indien ab, lehrte 1995 in Bremen und 1996 in Paris.
1970 kam Pran Nath erstmals in die USA, wo er La Monte Young und Marian Zazeela besuchte. In den Folgejahren gab er auch in Europa zahlreiche Konzerte. 1972 gründete er das Kirana Center for Indian Classical Music in New York City, wo er seitdem lehrte. Zu den Gesangsstudenten von Pran Nath gehören neben La Monte Young und Marian Zazeela Terry Riley, Don Cherry, Lee Konitz, Jon Hassell, Michael Harrison, David Byrne, Charlemagne Palestine, Henry Flynt, Toni Marcus, Jon Gibson, George Brooks, Ingrid Sertso, Brian Eno, Yoshi Wada, Rhys Chatham, W. A. Mathieu, Shabda Kahn, Catherine Christer Hennix und Simone Forti. Dabei war der Unterricht in seiner „Intensität beispiellos,“ weil die Schüler mit Pran Nath zusammenlebten und ganztägig übten.
Als Komponist schrieb er zahlreiche Werke, unter anderem für das Kronos Quartet die Komposition Aba Kee Tayk Hamaree für (seine) Singstimme und das Streichquartett, die 1993 auf dem Kronos-Quartet-Album Short Stories veröffentlicht wurde.

## Diskographie
- Earth Groove (1968)
- India's Master Vocalist (1972)
- Ragas of Morning and Night (1986)
- Midnight (1971, 1976; ed. 2003)
- The Raga Cycle (1972, ed. 2006)

## Filme
- 1986: In Between the Notes: A Portrait Of Pandit Pran Nath. Regie: William Farley[6]
- 1995: Musical Outsiders: An American Legacy - Harry Partch, Lou Harrison, and Terry Riley. Regie: Michael Blackwood